# Gaultheria bradeana
Gaultheria bradeana är en ljungväxtart som beskrevs av Herman Otto Sleumer. Gaultheria bradeana ingår i släktet Gaultheria och familjen ljungväxter. Inga underarter finns listade i Catalogue of Life.